# Лејк Магдалин (Флорида)
Лејк Магдалин (енгл. Lake Magdalene) насељено је место без административног статуса у америчкој савезној држави Флорида.

## Демографија
По попису из 2010. године број становника је 28.509, што је 246 (-0,9%) становника мање него 2000. године.
| Група             | 2000.          | 2010.          |
| Белци             | 22.079 (76,8%) | 19.076 (66,9%) |
| Афроамериканци    | 1.698 (5,9%)   | 2.192 (7,7%)   |
| Азијати           | 670 (2,3%)     | 786 (2,8%)     |
| Хиспаноамериканци | 3.886 (13,5%)  | 6.019 (21,1%)  |
| Укупно            | 28.755         | 28.509         |